# Белведере-Теце (Виченца)
Белведере-Теце је насеље у Италији у округу Виченца, региону Венето.
Према процени из 2011. у насељу је живело 85 становника. Насеље се налази на надморској висини од 240 м.